# Стадіон ЗАЗ
Стадіон ЗАТ «ЗАЗ» — футбольний стадіон в місті Запоріжжя, Україна. Належить ЗАТ «Запорізький автомобілебудівний завод». Розташований в Комунарському районі по вул. Космічній, 7. Також відомий як стадіон «Торпедо».

## Історія
Стадіон був побудований в XX столітті. Наприкінці 1980-х років був відомий як стадіон «Комунар» ПО АвтоЗАЗ. Після реконструкції стадіон пристосований до вимог стандартів УЄФА та ФІФА, замінено частину старих дерев'яних сидінь на сидіння зі штучного матеріалу. Реконструйований стадіон може вмістити 7233 глядачів. Був домашньою ареною футбольного клубу «Торпедо», що припинив існування 2002 року. До 2006 року стадіон був домашньою ареною футбольного клубу «Металург» (з липня 2006 року команда грає на стадіоні Славутич-Арена).

## Матч молодіжної збірної
| Дата       | Турнір            | Господар | Гості   | Рахунок | Голи                                            |
| ---------- | ----------------- | -------- | ------- | ------- | ----------------------------------------------- |
| 07-10-2005 | Відбір до ЧЄ 2006 | Україна  | Албанія | 5-0     | Чигринський, Яценко, Милевський, Фомін, Пуканич |

## Трагичні події.
7 травня 2002 на стадіоні під час матчу «Металург» (Запоріжжі) — «Динамо» (Київ) у старшого тренера киян Валерія Лобановського трапився інсульт, від наслідків якого через п'ять днів він помер в одній з запорізьких клінік.